# روكسبرينغز (تكساس)
روكسبرينغز (بالإنجليزية: Rocksprings town, Texas)‏ هي بلدة تقع بولاية تكساس في الولايات المتحدة. تبلغ مساحتها 3.15 كم2، وترتفع عن سطح البحر 732 م، بلغ عدد سكانها 1,182 نسمة في عام 2010 حسب إحصاء مكتب تعداد الولايات المتحدة وتصل الكثافة السكانية فيها 375.2 نسمة لكل كيلومتر مربع (971.8/ميل2).

## التركيبة السكانية
حدّد مكتب تعداد الولايات المتحدة بيانات التركيبة السكانية لروكسبرينغز في تعداد الولايات المتحدة. في ما يلي، التركيبة السكانية حسب تعدادي 2000 و2010.

### تعداد عام 2000
بلغ عدد سكان روكسبرينغز 1,285 نسمة بحسب تعداد عام 2000، وبلغ عدد الأسر 420 أسرة وعدد العائلات 313 عائلة مقيمة في البلدة. في حين سجلت الكثافة السكانية 407.9 نسمة لكل كيلومتر مربع (1,056.5/ميل2). وبلغ عدد الوحدات السكنية 535 وحدة بمتوسط كثافة قدره 169.8 لكل كيلومتر مربع (439.8/ميل2).
وتوزع التركيب العرقي للبلدة بنسبة 76.26% من البيض و1.17% من الأمريكيين الأفارقة و0.93% من الأمريكيين الأصليين و0.16% من الأمريكيين ذوي الأصول الآسيوية و18.75% من الأعراق الأخرى و2.72% من عرقين مختلطين أو أكثر و66.69% من الهسبانيون أو اللاتينيون من أي عرق.
بلغ عدد الأسر 420 أسرة كانت نسبة 46.9% منها لديها أطفال تحت سن الثامنة عشر تعيش معهم، وبلغت نسبة الأزواج القاطنين مع بعضهم البعض 58.3% من أصل المجموع الكلي للأسر، ونسبة 11.7% من الأسر كان لديها معيلات من الإناث دون وجود شريك،  بينما كانت نسبة 4.5% من الأسر لديها معيلون من الذكور دون وجود شريكة وكانت نسبة 25.5% من غير العائلات. تألفت نسبة 23.1% من أصل جميع الأسر من عدة أفراد يعيشون في نفس المنزل ونسبة 11.9% كانت تتألف من شخص يعيش بمفرده يبلغ من العمر 65 عاماً أو أكثر. وبلغ متوسط حجم الأسرة المعيشية 2.99، أما متوسط حجم العائلات فبلغ 3.58.
بلغ العمر الوسطي للسكان 32.3 عاماً. وكانت نسبة 33.5% من القاطنين تحت سن الثامنة عشر، وكانت نسبة 7.7% بين الثامنة عشر والرابعة والعشرين عاماً، ونسبة 24.1% كانت واقعةً في الفئة العمرية ما بين الخامسة والعشرين والرابعة والأربعين عاماً، ونسبة 20.5% كانت ما بين الخامسة والأربعين والرابعة والستين، ونسبة 12.1% كانت ضمن فئة الخامسة والستين عاماً فما فوق. يوجد لكل 100 أنثى 100.8 ذكر، ويوجد لكل 100 أنثى في الثامنة عشر من عمرها فما فوق 92.8 ذكر.
بلغ متوسط دخل الأسرة في البلدة 19,970 دولارًا، أما متوسط دخل العائلة فبلغ 22,614 دولارًا. وكان متوسط دخل الذكور 21,369 دولارًا مقابل 14,408 دولارًا للإناث. وسجل دخل الفرد الخاص بالبلدة 8,957 دولارًا. وكانت نسبة 31.7% من العائلات ونسبة 38.2% من السكان تحت خط الفقر، وكان من هؤلاء نسبة 51.6% تحت سن الثامنة عشر ونسبة 16.8% في الخامسة والستين من العمر وما فوق.

### تعداد عام 2010
بلغ عدد سكان روكسبرينغز 1,182 نسمة بحسب تعداد عام 2010، وبلغ عدد الأسر 453 أسرة وعدد العائلات 317 عائلة مقيمة في البلدة. في حين سجلت الكثافة السكانية 375.2 نسمة لكل كيلومتر مربع (971.8/ميل2). وبلغ عدد الوحدات السكنية 558 وحدة بمتوسط كثافة قدره 177.1 لكل كيلومتر مربع (458.7/ميل2).
وتوزع التركيب العرقي للبلدة بنسبة 81.30% من البيض و0.93% من الأمريكيين الأفارقة و1.10% من الأمريكيين الأصليين و0.42% من الأمريكيين ذوي الأصول الآسيوية و14.97% من الأعراق الأخرى و1.27% من عرقين مختلطين أو أكثر و74.53% من الهسبانيون أو اللاتينيون من أي عرق.
بلغ عدد الأسر 453 أسرة كانت نسبة 35.8% منها لديها أطفال تحت سن الثامنة عشر تعيش معهم، وبلغت نسبة الأزواج القاطنين مع بعضهم البعض 53.2% من أصل المجموع الكلي للأسر، ونسبة 12.4% من الأسر كان لديها معيلات من الإناث دون وجود شريك،  بينما كانت نسبة 4.4% من الأسر لديها معيلون من الذكور دون وجود شريكة وكانت نسبة 30% من غير العائلات. تألفت نسبة 27.8% من أصل جميع الأسر من عدة أفراد يعيشون في نفس المنزل ونسبة 12.8% كانت تتألف من شخص يعيش بمفرده يبلغ من العمر 65 عاماً أو أكثر. وبلغ متوسط حجم الأسرة المعيشية 2.60، أما متوسط حجم العائلات فبلغ 3.20.
بلغ العمر الوسطي للسكان 40.5 عاماً. وكانت نسبة 25.2% من القاطنين تحت سن الثامنة عشر، وكانت نسبة 9.5% بين الثامنة عشر والرابعة والعشرين عاماً، ونسبة 20.3% كانت واقعةً في الفئة العمرية ما بين الخامسة والعشرين والرابعة والأربعين عاماً، ونسبة 27.9% كانت ما بين الخامسة والأربعين والرابعة والستين، ونسبة 17.1% كانت ضمن فئة الخامسة والستين عاماً فما فوق. وتوزع التركيب الجنسي للسكان بنسبة 51.4% ذكور و48.6% إناث.